# Jabber Instant Messenger
Der Jabber Instant Messenger (Jabber englisch [ˈdʒæbə(ɹ)]: „(daher-)plappern“) war ein Instant-Messaging-Client für das Protokoll XMPP (ursprünglich Jabber-Protokoll). Jabber Clients gab es für Windows, Blackberry und Web basiert. Das Jabber Protokoll wurde 1998 von Jeremie Miller erfunden. Nach der Übernahme des Unternehmens Jabber Inc. durch Cisco wurde der Messenger  durch andere Clients ersetzt. Jabber.org fungiert (Stand 2020) noch als XMPP-Service und wichtiger Knoten im XMPP-Netzwerk, verweist bei den verfügbaren Clients jedoch auf alternative Programme.

## Funktionsumfang
Der Jabber Instant Messenger verfügte über ähnliche Funktionen wie der Instant Messenger ICQ.
Der Service bot dem Nutzer neben Chatgesprächen zu zweit auch die Kommunikation mit mehreren Teilnehmern an.
Eine weitere Funktion des Jabber Instant Messenger war die Möglichkeit des direkten Dateiaustauschs mit Gesprächspartnern.
Eine Besonderheit des Messengers für den Nutzer war die Möglichkeit, über das erstmals von Jabber implementierte Extensible Messaging and Presence Protocol (XMPP) auch Kontakt zu Nutzern der Messenger ICQ, Windows Live Messenger und Yahoo Messenger herzustellen.
In der Kontakteverwaltung konnte der Nutzer Kontaktlisten anderer Messenger-Programme importieren und Kontakte in Gruppen organisieren. Die Software ermöglichte es, einzelne Gesprächspartner zu blockieren.